# Sfântul Romuald
Sfântul Romuald (n. 951 d.Hr., Ravenna, Italia – d. 19 iunie 1027, Fabriano, Marchia Anconitana, Statele Papale) a fost un pustnic creștin, întemeietorul Ordinului Camaldulenz.